# 澁谷道
澁谷 道（しぶや みち、1926年11月1日 - 2022年12月29日）は、日本の医師、俳人。京都府京都市下京区麩屋町に生まれる。大阪市在住。

## 経歴
大阪女子高等医学専門学校（現・関西医科大学）に在学中、八木三日女らとともに学生俳句会に参加し、精神科の教授であった平畑静塔の指導を受ける。1948年に同校卒業、のちに小児科内科澁谷医院を開設。この年に創刊された山口誓子の「天狼」に投句をはじめる。1949年、西東三鬼の雷光句会に参加。1952年「夜盗派」に同人参加。1959年「縄」創刊同人。1967年、橋閒石より連句の指導を受ける。1977年、金子兜太の「海程」同人。1978年、「白燕連句会」に入会し連句の実作を行う。1996年、俳句と連句の俳誌「紫薇」創刊同人代表となる。
句集に『嬰』『藤』『桜騒』『縷紅集』『紫薇』『紅一駄』『蕣帖』『鴇草紙』『蘡』など、また随筆集に『あるいてきた』がある。古典の素養に裏うちされた緻密な言語感覚と幻想性が句の特徴。なお遠祖は『奥の細道』の旅の途上にあった松尾芭蕉一行を迎えた山形県新庄の豪商・澁谷盛信。ここから安西篤は、その作品には京風の雅な感性と東北の風土的心情とが撚り合わされていると指摘する（『現代の俳人101』）。

## 受賞・栄誉
- 1982年 - 第18回海程賞
- 1984年 - 第31回現代俳句協会賞[2]
- 1997年 - 第15回連句協会賞
- 2009年 - 現代俳句協会名誉会員
- 2010年 - 第10回現代俳句大賞[3]
- 2012年 - 第46回蛇笏賞（『澁谷道俳句集成』により）

## 著書
- 『嬰 句集』夜盗派, 1966.8
- 『藤 澁谷道句集』端溪社, 1977.5
- 『桜騒 句集』書肆季節社, 1979.6
- 『渋谷道句集』(戦後俳句作家シリーズ「海程」戦後俳句の会, 1980.9
- 『縷紅集 渋谷道句集』季節社, 1983.1
- 『紫薇 句集』不識書院, 1986.10
- 『芭蕉終焉考』夜盗派の会, 1987.10
- 『素馨集』(現代俳句の一〇〇冊 現代俳句協会, 1991.7
- 『紅一駄 澁谷道句集』 (卯辰山文庫) 1994.4
- 『渋谷道句集』現代俳句文庫 ふらんす堂, 1994.5
- 『蕣帖 句集』ふらんす堂女流俳句叢書 1996.5
- 『澁谷道』(花神現代俳句) 花神社, 1997.10
- 『縹集』編. 紫薇の会, 2004.2
- 『鴇草紙 句集』(ふらんす堂現代俳句叢書) 2004.4
- 『あるいてきた 私家版』編著. 紫薇の会, 2005.5
- 『[エビ] :句集』角川書店, 2008.4
- 『澁谷道俳句集成』沖積舎, 2011.11

## 関連文献
- 栗林浩 『俳人 澁谷道――その作品と人』 書肆アルス、2013年（私家版・非売品）